# دونالد شو (مجدف)
دونالد شو (بالإنجليزية: Donald Shaw)‏ هو مجدف بريطاني، ولد في 3 فبراير 1939 في Timperley ‏ في المملكة المتحدة.

## وصلات خارجية
- دونالد شو على موقع الاتحاد الدولي للتجديف (الإنجليزية)
- دونالد شو على موقع أوليمبيديا (الإنجليزية)